# Alex Kenji
Alex Kenji (eigentlich Alessandro Bacci) ist ein italienischer DJ und Produzent in der elektronischen Musikszene.

## Leben
Alex Kenji ist in Italien geboren und legt seit den 2000er Jahren auf.
Unter seinem Pseudonym „Alex Kenji“ hat er Erfolge verzeichnet, aber auch unter anderen Pseudonymen schon Releases veröffentlicht, wie z. B. Yoshie Chandler, Combo, Green Sugar, HouseLovers, D.L.D., Orange Love, Kaiko und Itchy Bit.
Seit Februar 2009 betreibt er mit Manuel De La Mare und Luigi Rocca die Labels 303Lovers und Hotfingers, auf denen er teilweise seine Releases veröffentlicht.
Innerhalb seiner DJ-Karriere legte er in verschiedenen Clubs weltweit auf, beispielsweise dem Privilege auf Ibiza, The Gallery in Brasilien oder dem Filth Club im Vereinigten Königreich.

## Musikstil
Sein Musikstil schwankt zwischen Tech House und House, wobei er zusätzlich auch Elemente des Deep House einfließen lässt. Es wurden schon verschiedene Kollaborationen mit anderen Künstlern aus der Szene gemacht, wie zum Beispiel Sharam Jey, James Brown, Tocadisco, Alex Gaudino, DJ Pierre sowie Milk & Sugar.

## Diskografie

### Alben
- Alex Kenji Feat. Daniel Mark Crews - Rain, 2006
- SuperSensationalDisco, 2006
- Cyborg, 2006

### Singles & EPs
- Don’t Tell Me Lies / Don’t Stop, 2004
- Ep Two, 2006
- Move U, 2006
- Destroy Elevation, 2006
- The Crazy 88’s EP, 2007
- R.A.R. EP, 2007
- 2ma. EP, 2007
- Reduced Tones EP, 2008
- Let’s Get This Thing Started / Gotta Move / Do It Do It, 2010
- Melocoton, 2010
- No Matter What You Say, 2011
- Pressure mit Nadia Ali und Starkillers, 2011
- Get Funky mit Federico Scavo, 2011